# Parkerspiraal

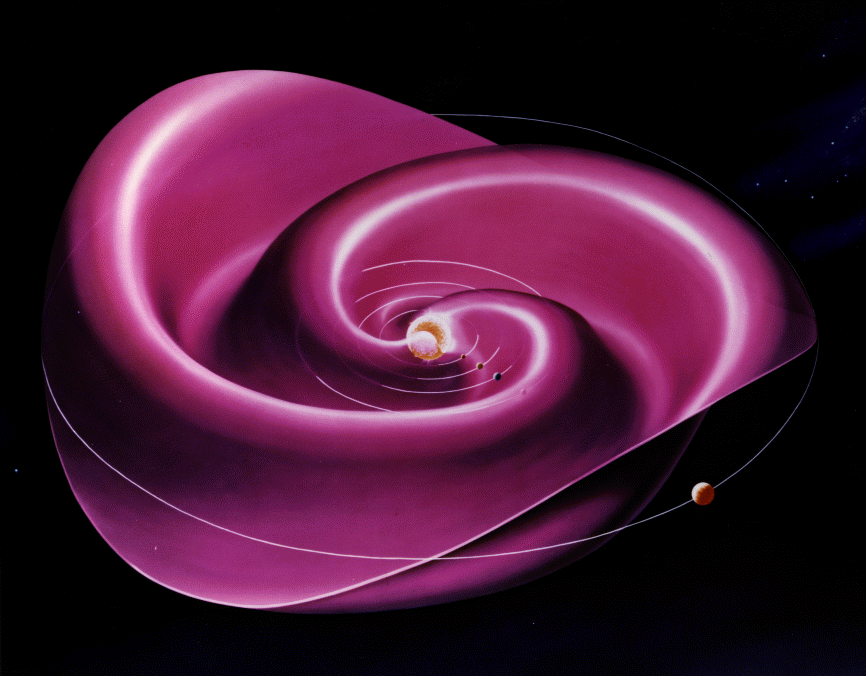
3D model van een Parkerspiraal. Er zijn 5 planeten zichtbaar, Mercurius, Venus, Aarde, Mars en Jupiter

De Parkerspiraal is een magnetisch veld dat afkomstig is van de zon. Dit veld strekt zich uit tot miljarden kilometers ver het heelal in. De veldlijnen hebben enigszins een spiraalstructuur en blijven achter door de rotatie van de zon. Deze structuur wordt de Parkerspiraal genoemd. De deeltjes van de zon volgen deze veldlijnen.  
Aan de vorm van de Parkerspiraal is te zien dat de zonnedeeltjes geen rechte lijnen volgen, maar een zekere kromming ondergaan. Uitbarstingen aan de rechterzijde van de zon kunnen daarom makkelijker de aarde bereiken dan uitbarstingen aan de linkerzijde (de rotatie van de zon verloopt tegen de klok in).